# Blunn Island
Blunn Island ist eine unregelmäßig geformte Insel im Archipel der Windmill-Inseln vor der Budd-Küste des ostantarktischen Wilkeslands. Sie liegt 500 m nordöstlich der Cronk-Inseln.
Das Antarctic Names Committee of Australia benannte sie 1996 nach Anthony Stuart „Tony“ Blunn (* 1936), der als Beamter im australischen Department of Housing and Construction unter anderem verantwortlich war für den Erhalt australischer Antarktisstationen.